# Gökçeyaka, Çameli
Gökçeyaka là một xã thuộc huyện Çameli, tỉnh Denizli, Thổ Nhĩ Kỳ. Dân số thời điểm năm 2010 là 884 người.